# Landherr András

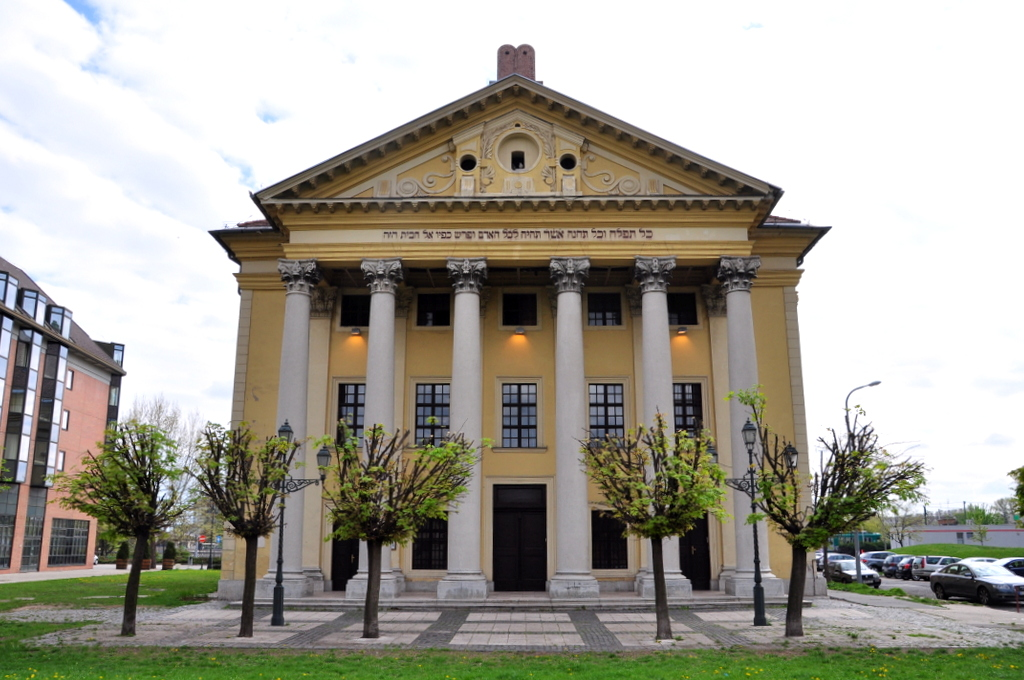
Az óbudai zsinagóga

Landherr András (19. század első harmadában működött) pesti klasszicista építész, az óbudai zsinagóga alkotója.

## Életpályája
Életéről keveset tudunk. Születési és halálozási adatai ismeretlenek. 1809 és 1831 között működött a Művészeti lexikon szerint Számos lakóházterve került a Szépítő Bizottmány elé. Fő műve az óbudai zsinagóga (épült 1820 - 1821), amely kvalitásában messze felülmúlja a szintén Landherr által tervezett hunfalvi zsinagógát.